# Rafael Bellido Caro

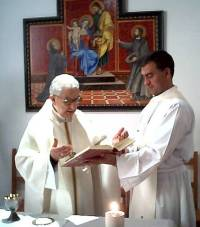

Rafael Bellido Caro (* 10. März 1924 in Arcos de la Frontera; † 16. März 2004 in Sevilla) war ein spanischer Geistlicher und römisch-katholischer Bischof von Jerez de la Frontera.

## Leben
Rafael Bellido Caro empfing am 7. November 1948 die Priesterweihe.
Papst Paul VI. ernannte ihn am 29. November 1973 zum Weihbischof in Sevilla und Titularbischof von Mutia. Der Erzbischof von Sevilla, José María Kardinal Bueno y Monreal, spendete ihm am 30. Dezember desselben Jahres die Bischofsweihe; Mitkonsekratoren waren José María Cirarda Lachiondo, Bischof von Córdoba, und Antonio Montero Moreno, Weihbischof in Sevilla. Als Wahlspruch wählte er Servir al Señor con Alegría.
Papst Johannes Paul II. ernannte ihn am 3. März 1980 zum ersten Bischof des mit gleichem Datum errichteten Bistums Jerez de la Frontera. Am 29. Juni 2000 nahm Johannes Paul II. seinen altersbedingten Rücktritt an.